# 科捷利內島

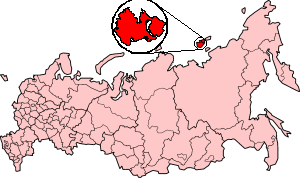

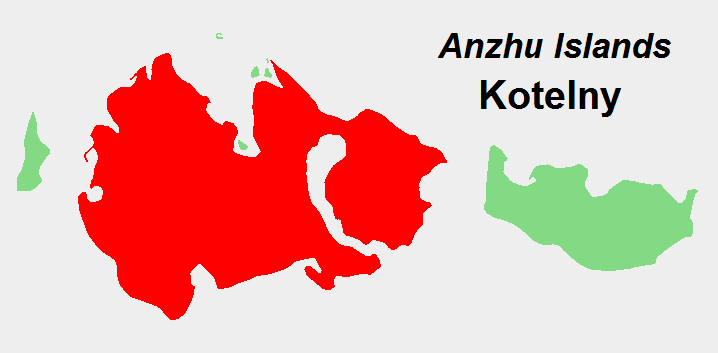

科捷利內島是俄羅斯的島嶼，位於拉普捷夫海和東西伯利亞海之間的北冰洋，屬於安茹群島的一部分，面積23,165平方公里，是全世界50大島嶼之一。
75°20′N 141°00′E / 75.333°N 141.000°E